# De-Loys-Affe

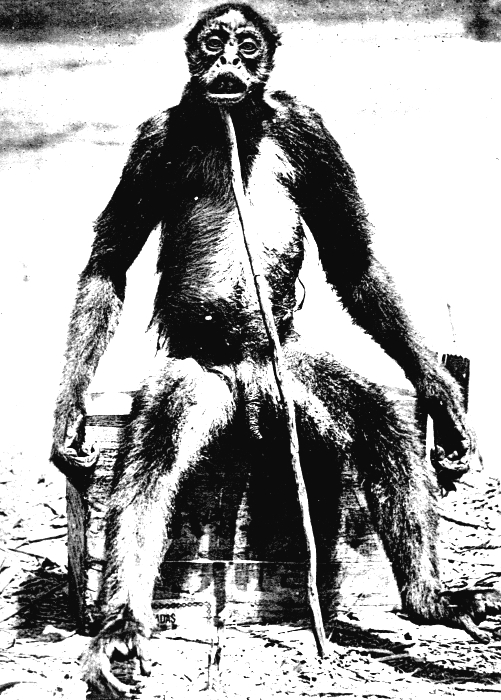
De-Loys-Affe (1920)

Der De-Loys-Affe (lat. Ameranthropoides loysi, auch bekannt als Loys Affe, St. Loy’s Ape, Didi, Vasitri, Guayazi oder Fallhammer) soll eine Menschenaffenart oder Affenmenschenart sein, die in Südamerika vorkommen könnte, deren Existenz unter Zoologen aber als nicht erwiesen gilt und somit ein Kryptid ist. Während in der westlichen Welt Schilderungen dieses Wesens bereits seit 400 Jahren bekannt sind, war es der Schweizer Geologe François de Loys (1892–1935), der laut eigener Aussage 1920 zufällig eine dieser Kreaturen erlegen und fotografieren konnte.

## Historisches
Es war Sir Walter Raleigh, der 1596 nach seiner Guyanaexpedition erstmals Berichte über südamerikanische Affenmenschen nach Europa brachte. Von der einheimischen Bevölkerung war ihm erzählt worden, im Dschungel würden affenähnliche Wesen leben, die sich äußerst aggressiv gebärden würden; so seien schon Frauen verschleppt und Männer getötet worden. Auch Alexander von Humboldt überlieferte 200 Jahre später die Geschichten der Indianer, die ihn vor menschenfressenden Affenmenschen warnten. Er hielt diese Wesen allerdings für Bären. Mancherorts erzählten Einheimische von einem behaarten Menschen, den sie „Didi“ nannten, da er ähnlich lautende Rufe ausstoßen solle. Diese und weitere solche Berichte wurden von den Europäern als Mythen und Aberglauben eingeordnet. De Loys’ Expedition belebte die Diskussion wieder neu.

## Die Expedition Loys’
Der Schweizer Geologe François de Loys war im Jahre 1917 mit einer zwanzigköpfigen Truppe zu einer dreijährigen Expedition losgezogen, um in der unwirtlichen Dschungelregion von Sierra de Perijáa im Grenzgebiet von Kolumbien und Venezuela nach Erdöl zu suchen. In diesem Gebiet lebten die kriegerischen Motilone-Indianer, die mehrere Male die Expedition de Loys’ angriffen und die Zahl ihrer Mitglieder dezimierten. Tropische Krankheiten und Angriffe durch wilde Tiere taten ihr Übriges, und nach drei Jahren war nur noch eine Handvoll der anfangs losgezogenen Männer übrig.
Laut de Loys’ Aussage waren sie am Ufer des Rio Tarra unterwegs, als plötzlich zwei Kreaturen aus dem Dschungel herausstürmten. Im ersten Augenblick erkannte man sie als Affen, aber sie waren größer als alle Affen der Gegend, liefen auf den Hinterbeinen und waren schwanzlos. Sie gebärdeten sich ausgesprochen zornig und aggressiv, bedrohten die Männer mit Ästen, die sie von Bäumen rissen, und bewarfen sie mit ihrem Kot. Die Männer begannen auf die Tiere zu schießen, worauf die Affen sich wieder in das Buschwerk zurückzogen. Ein Affe, der sich schützend vor einen zweiten gestellt hatte, wurde tödlich getroffen und konnte von den Männern untersucht werden.

## Aussehen
Das tote Tier, ein Weibchen, wurde auf eine Kiste gesetzt und durch einen Stock aufrecht gehalten. So konnte es fotografiert werden. Wenn man De-Loys glauben darf, war das Tier rund 1,50 Meter groß und von rotbräunlichem, struppigem Fell bedeckt. Obwohl es 32 Zähne besaß (südamerikanische Affen haben 36 Zähne), schwanzlos war, besaß es die überproportional langen Arme und greiffähigen Füße eines Klammeraffen. Sehr auffällig ist außerdem die riesige Klitoris, ähnlich wie bei einem Spinnenaffen, die leicht für ein männliches Geschlechtsorgan gehalten werden konnte.

## Nachgeschichte
Vom De-Loys-Affen existiert nur ein einziges Foto. Gemäß de Loys wurden weitere Fotos bei einem Kentern des Bootes zerstört. Das Foto wurde später von einem Freund de Loys’, dem französischen Anthropologen Georges Montand, analysiert und als neue Art eingestuft. Er nannte das Tier Ameranthropoides loysi, was so viel heißt wie „Loys’ amerikanischer Menschenaffe“. Von der Fachwelt wurde dies mit großer Skepsis aufgenommen. Weitere Belege für die Existenz des Tieres sind bisher nicht aufgetaucht.

## Einordnungsversuch
Wenn man davon ausgeht – was vielfach behauptet wird – dass François de Loys einfach einem ortsüblichen Affen den Schwanz abgeschnitten oder ihn beim Fotografieren verborgen haben soll, muss es sich – anhand der rötlichen Haarfarbe und der riesigen Klitoris – um einen Spinnenaffen handeln. Auch ist der gesamte Aufbau des Skeletts eher darauf ausgerichtet, auf Bäumen zu klettern als aufrecht auf dem Boden zu laufen.
Gegen diese Theorie spricht aber, dass jene Kiste, auf der das Weibchen laut de Loys fotografiert wurde, auf 45 cm genormt war und die Größe des Affen deshalb klar bei 1,5 m lag, eine Größe, die von einem Spinnenaffen nie erreicht werden kann. Viele Kritiker glauben allerdings, dass es sich bei der angeblichen Petroleumkiste um eine wesentlich kleinere Munitionskiste gehandelt hat, wodurch die Größe des Affen der eines Spinnenaffen entsprechen würde.
Der Umstand, dass ein Bananenbaum im Bild zu sehen ist, beweist, dass das Foto nicht wie behauptet in der Wildnis entstanden sein kann, weil diese Pflanze erst von Siedlern nach Südamerika eingeführt wurde.